# Baro (rzeka)
Baro – rzeka we wschodniej Afryce płynąca przez zachodnią Etiopię o długości  306 km. Rzeka ta określa część granicy pomiędzy Etiopią a Sudanem Południowym. Swoje źródła posiada na Wyżynie Abisyńskiej. Płynie przez region Gambela, po czym łączy się z rzeką Pibor, ustanawiając rzekę Sobat.